# 玄小駒
玄小駒（日语：ピコチャンブラック），是日本現役純種競賽馬匹。目前主要勝利有2025年春季錦標。

## 出賽前
2022年4月24日出生於北海道新日高町冠軍牧場，成長途中被馬主石部美惠子購入。
其後交由美浦訓練中心練馬師上原佑紀訓練。

## 競賽生涯

### 2歲
2024年7月20日出戰福島競馬場2歲新馬戰，比賽初段隨即搶佔位置進行領放，在比賽途中和後方一直保持距離之下在直路開始衝刺，逐步帶離對手下以7馬位優勢取得首勝。
其後選擇以表列賽常春藤錦標作為目標，本次比賽留守於Silver Rain後方第二的位置，在直路超越對手下一度領先，可惜在最後關頭被衝出的蒙面舞會壓過，以1 1/2馬位差距落敗。
年末選擇挑戰一級賽希望錦標，比賽初段因朝旭朗天及Jet Magnum率先帶出以保持在第三左右，但在最後彎道處經已失速後退，最終以第十三慘敗。

### 3歲
2025年首戰為二級賽春季錦標，本次比賽以前置戰術展開，一直處於第四的有利位置下在彎道處開始發力，出彎時經已處於領先的位置。進入直路後，其繼續以不俗的反應展開加速，最終力拒碧湖及飆風王的追擊取得首個分級賽冠軍，同時亦和祖父Black Tide及父系北部玄駒達成祖孫三代制霸，而練馬師上原佑紀贏得自身首個分級賽優勝之餘，更成為首位在平成時代出生的分級賽勝利練馬師，另外，上原佑紀的父親上原博之繼2020年憑蘊藏豐富勝出春季錦標後，相隔5年實現「父子練馬師制霸」。
其後挑戰一級賽皋月賞，比賽初段選擇以領放戰術展開賽事，但進入直路後毫無衝勢下沉底，最終以包尾第十八大敗。

### 詳細賽績
| 日期       | 舉辦國家 | 馬場 | 距離   | 級別 | 賽事名稱   | 負重 | 騎師     | 馬號 | 出馬 | 名次 | 時間   | 頭馬（二馬）     |
| ---------- | -------- | ---- | ------ | ---- | ---------- | ---- | -------- | ---- | ---- | ---- | ------ | ---------------- |
| 20/7/2024  | 日本     | 福島 | 草2000 |      | 2歲新馬    | 55   | 石橋脩   | 7    | 10   | 1    | 2:03.6 | （Vision Maker） |
| 19/10/2024 | 日本     | 東京 | 草1800 | L    | 常春藤錦標 | 56   | 石橋脩   | 7    | 8    | 2    | 1:46.0 | 蒙面舞會         |
| 28/12/2024 | 日本     | 中山 | 草2000 | GI   | 希望錦標   | 56   | 川田將雅 | 15   | 18   | 13   | 2:01.9 | 北十字星         |
| 16/3/2025  | 日本     | 中山 | 草1800 | GII  | 春季錦標   | 57   | 石橋脩   | 9    | 12   | 1    | 1:51.5 | （碧湖）         |
| 20/4/2025  | 日本     | 中山 | 草2000 | GI   | 皋月賞     | 57   | 石橋脩   | 9    | 18   | 18   | 1:58.9 | 博物街           |

## 血統簡介
父系爲一級賽七勝、2016及2017年日本馬王北部玄駒，祖父Black Tide雖二十二戰只得三勝，但血統上並不俗，爲日本最強賽馬之一大震撼的全兄。
母系Trump Queen為日本賽駒，生涯五戰全敗，但血統上非常優秀，為1996年東京優駿（日本打吡）冠軍Fusaichi Concorde之半妹及2009年皋月賞馬所向披靡之全妹。外祖父新宇宙爲日本賽駒，生涯戰績優秀，曾於2003年奪得皋月賞及日本打吡冠軍，退役後配種成績亦不俗。

### 血統表
| 父線：週日寧靜系（Halo系）               |                             |              |                 |
| 種馬 北部玄駒 2012年（棗色）             | Black Tide 2001年（深棗色） | 週日寧靜     | Halo            |
| 種馬 北部玄駒 2012年（棗色）             | Black Tide 2001年（深棗色） | 週日寧靜     | Wishing Well    |
| 種馬 北部玄駒 2012年（棗色）             | Black Tide 2001年（深棗色） | 風中秀髮     | Alzao           |
| 種馬 北部玄駒 2012年（棗色）             | Black Tide 2001年（深棗色） | 風中秀髮     | Burghclere      |
| 種馬 北部玄駒 2012年（棗色）             | Sugar Heart 2005年（棗色）  | 櫻花進王     | Sakura Yutaka O |
| 種馬 北部玄駒 2012年（棗色）             | Sugar Heart 2005年（棗色）  | 櫻花進王     | Sakura Hogaromo |
| 種馬 北部玄駒 2012年（棗色）             | Sugar Heart 2005年（棗色）  | Otome Gokoro | Judge Angelucci |
| 種馬 北部玄駒 2012年（棗色）             | Sugar Heart 2005年（棗色）  | Otome Gokoro | Tizly           |
| 繁殖雌馬 Trump Queen 2010年（棗色）      | 新宇宙 2000年（棗色）       | 週日寧靜     | Halo            |
| 繁殖雌馬 Trump Queen 2010年（棗色）      | 新宇宙 2000年（棗色）       | 週日寧靜     | Wishing Well    |
| 繁殖雌馬 Trump Queen 2010年（棗色）      | 新宇宙 2000年（棗色）       | Pointed Path | Kris            |
| 繁殖雌馬 Trump Queen 2010年（棗色）      | 新宇宙 2000年（棗色）       | Pointed Path | Silken Way      |
| 繁殖雌馬 Trump Queen 2010年（棗色）      | Ballet Queen 1988年（棗色） | 鞍匠井       | 北地舞人        |
| 繁殖雌馬 Trump Queen 2010年（棗色）      | Ballet Queen 1988年（棗色） | 鞍匠井       | Fairy Bridge    |
| 繁殖雌馬 Trump Queen 2010年（棗色）      | Ballet Queen 1988年（棗色） | Sun Princess | English Prince  |
| 繁殖雌馬 Trump Queen 2010年（棗色）      | Ballet Queen 1988年（棗色） | Sun Princess | Sunny Valley    |
| 雌系：Ballet Queen系（號族：1-l）        |                             |              |                 |
| 五代內近親交配：週日寧靜 3×3、利法爾 5×5 |                             |              |                 |

## 命名由來
名字中，Piko（ピコ）為馬主石部美惠子冠名，出自其所經營的公司Bijou Piko Co. Ltd.之名字；Chan（チャン）則是日語中，對親近之人的愛稱；Black（ブラック）意思為黑色，繼承自父系北部玄駒之名字，香港僅取中間及後段，翻譯為「玄小駒」。

## 外部連結
- 玄小駒 netkeiba.com
- 血統表